# Louise Ekman
Maria Ida Louise Ekman, född 10 april 1997 i Gävle i Gävleborgs län, är en svensk friidrottare med specialisering höjdhopp. 
Ekman har fem guldmedaljer från svenska mästerskapen för juniorer, både ute och inne. 2021 blev hon trea på svenska mästerskapen inomhus, och följde upp det med ett silver året därpå. Hennes personbästa är 1,87 m inomhus och 1,86 m utomhus.